# 페리에르고스
페리에르고스(Periergos)는 그리스 신화에 나오는 트리오파스의 아들이다. 그리스 북동부 테살리아의 지배자인 트리오파스의 아들로 태어났다. 어머니는 미르미도네스 족의 통치자 미르미돈의 딸 히스킬라이다. 로도스 섬의 뱀 떼를 물리친 영웅 포르바스, 데메테르 여신의 신성한 나무를 베어버린 뒤 저주를 받은 에리식톤과는 형제지간이다. 페리에르고스(Periergos)는 아버지가 죽은 뒤 로도스 섬으로 가서 정착하였다고 한다. 전승에 따르면 페리에르고스의 아버지 트리오파스는 본래 그리스 본토에서 동남쪽으로 다소 떨어져 있는 소아시아 근처의 로도스섬 출신이었다. 그러나 형제를 살해한 트리오파스는 로도스 섬에서 쫓겨났다. 이후 여러 전투에서 승리한 트리오파스는 테살리아의 왕이 되었으나 아들 에리직톤과 함께 데메테르 여신에게 불경을 저질러 계속되는 배고픔으로 고통 받다 죽었다.